# Karlstad–Skoghalls Järnväg
Karlstad–Skoghalls Järnväg (KSJ) var en smalspårig (891 mm) järnväg mellan Karlstad Östra och Skoghall. Delen mellan Sjötullen där spåret avvek från Nordvästra stambanan och Skoghall fick en tredje räl för normalspår 1938 och normalspåret är fortfarande i drift som Trafikverkets stråk (Karlstad central)–Skoghall.

## Historik
För att ta hand om timmer som inte samlades upp i Munkfors anlade Uddeholms AB på slutet av 1800-talet ett sågverk vid Klarälvens västra utlopp i Vänern. Omkring 1910 började bolaget en utredning om att flytta delar av verksamheten till en hamn vid Vänern. Platsen som valdes var Skoghall där sågverket moderniserades och ytterligare fabriker anlades. För transporterna behövde järnvägen förlängas från Karlstad Östra till Skoghall. Enskilda personer sökte en koncession som beviljades den 2 april 1914. Koncessionen  överläts till Karlstad–Skoghalls Järnvägsaktiebolag den 16 oktober 1914. Banan utgick ifrån Sjötullen station på Statens Järnvägars (SJ) Nordvästra stambanan. Det var 7,5 km mellan Sjötullen och Skoghall. Mellan Karlstad Östra och Sjötullen 2 km fick SJ:s bana en tredje räl som tillät trafik med både normalspåriga och smalspåriga fordon på samma bana. Banan öppnade för godstrafik den 20 september 1915 och för persontrafik den 1 juni 1917. Byggkostnaden för banan var vid 1920 års slut 850 000 kr. Fordonen hade kostat 150 000 kr.
Förvaltningen av banan skötes från början av Nordmark–Klarälvens Järnväg (NKlJ) och den 1 januari 1920 utarrenderades banan till NKlJ. Banan övertogs av Nordmark–Klarälvens Järnvägar, också NKlJ, den 1 oktober 1920.
1937 erhölls en koncession för en tredje skena för normalspår mellan Sjötullen och Skoghall. Från 1938 kunde normalspåriga fordon använda banan. Den normalspåriga banan finns kvar som Trafikverkets stråk (Karlstad central)–Skoghall och används för godstrafik.